# Ровное (Красноярский край)
Ро́вное — село в Балахтинском районе Красноярского края России. Административный центр Ровненского сельсовета.

## География
Село расположено на расстоянии 52 км к северо-западу от пгт Балахта, административного центра района.

## Население
| 1989 | 2002 | 2010 |
| ---- | ---- | ---- |
| 814  | ↗909 | ↘639 |

Гендерный состав
По данным Всероссийской переписи населения 2010 года в деревне проживало 639 человек (302 мужчины и 337 женщин).